# Sydenham, New South Wales
Sydenham este o suburbie din Sydney, statul  New South Wales, Australia.